# Верховний суд Великої Британії
Верховний суд Великої Британії (англ. Supreme Court of the United Kingdom) — один з вищих судів Великої Британії, заснований на підставі Акта про конституційну реформу 2005 для розгляду всіх апеляційних скарг на рішення судів Англії, Уельсу та Північної Ірландії, та апеляційних скарг тільки з цивільних справах з судів Шотландії. По кримінальних справах в Шотландії останньою інстанцією є Вищий кримінальний суд. Верховний суд також має юрисдикцію з вирішення спорів, пов'язаних з передачею окремих повноважень центральних органів Сполученого Королівства місцевим урядам і законодавчим органам Уельсу, Північної Ірландії та Шотландії. Верховний суд отримав всі судові функції Палати лордів, які здійснювалися через його Апеляційний комітет, а також деякі повноваження пов'язані з розглядом питань про делегування влади складовим частинам Великої Британії, раніше розглядалися в Судовому комітеті Таємної ради. Відповідно до теорії парламентського суверенітету Верховний суд, на відміну від судів інших країн, не має права визнати закон, прийнятий парламентом, неконституційним і не застосовувати його в справі або своїм рішенням скасувати його дію. Таке може зробити тільки сам парламент. Разом з тим Верховний суд може визнавати недійсними підзаконні акти, якщо, наприклад, вони були прийняті з перевищенням повноважень та в порушення чинного законодавства. Крім того відповідно до Акту про права людини 1998 він може винести заяву про несумісність з основними положеннями Європейської конвенції про права людини як закону прийнятого парламентом, так і будь-якого підзаконного акту або законів Уельсу, Північної Ірландії та Шотландії. У цьому випадку органи, що прийняли суперечить нормативний правовий акт, зобов'язані внести до нього поправки і усунути таку несумісність.

## Історія створення
Верховний суд був створений відповідно до Акту про конституційну реформу (2005) і почав функціонувати 1 жовтня 2009. Він повністю замінив Апеляційний комітет Палати лордів, а також отримав деякі повноваження Судового комітету Таємної ради. Довгий час (з 1399) функції останньої судової інстанції для судів загальної юрисдикції виконувала верхня палата британського парламенту, згодом спеціально організований для цього в 1876 році Апеляційний комітет Палати лордів. Він складався з 12 лордів-суддів і очолювався лордом-канцлером, який одночасно займав посаду головного судді Англії та Уельсу. Судову реформу ініціювала Лейбористська партія в 2003 році на чолі з тодішнім прем'єр-міністром Тоні Блером. Зміни вже назріли давно і були мотивовані, головним чином, бажанням створити повністю незалежну судову систему та забезпечити її відкритість та прозорість діяльності. Наявність тісного зв'язку між законодавчою та судовою владою і існування в рамках парламенту вищої судової інстанції порушувало принцип поділу влади та вступало в протиріччя з вимогами Європейської конвенції про захист прав людини. На обличчя склалася абсурдна ситуація, коли парламент, який володів до всього іншого вищими судовими функціями, мав можливість інтерпретувати норми закону, виданого ним самим же, на свою користь. У реформи також знайшлися свої противники, наприклад, нинішній голова Верховного суду Лорд Девід Нойбергер був найзапеклішим противником його створення і обґрунтовував це тим, що традиційна судова система працювала справно, не вимагала великих фінансових витрат і була в цілому ефективною, також він був стурбований тим, що судді нового суду отримають відразу занадто багато владних повноважень.

## Юрисдикція
Верховний суд є найвищим судовим органом у цивільних справах для всього Сполученого Королівства. По кримінальних справах є вищим судом тільки для Англії, Уельсу та Північної Ірландії. Шотландія користується більше широкою автономією у сфері кримінального права, тому виключно для неї існує самостійний Вищий кримінальний суд, що розглядає апеляції у кримінальних справах як остання інстанція. Крім того Верховному суду було передано ряд функцій Судового комітету Таємної ради, пов'язаних з розглядом питань про делегування частини державних повноважень місцевим органам влади Шотландії, Північної Ірландії та Уельсу, в тому числі вирішення спорів між ними і британським урядом, також він контролює відповідність їх місцевого законодавства праву Сполученого Королівства та Європейської конвенції про права людини. При цьому діяльність Судового комітету Таємної ради, на відміну від судового органу Палати лордів, не припинилася, він як і раніше є вищою апеляційною інстанцією в декількох незалежних країнах Співдружності, заморських територіях Великої Британії і британських коронних територіях, також він розглядає апеляції на рішення церковних і морських судів і деякі інші справи. Засідання Верховного суду повинні транслюватися по телебаченню.

## Судді
Суд складається з дванадцяти суддів. У початковий склад увійшли всі на той момент діючі члени розформованого Апеляційного комітету Палати лордів з збереженням своїх місць у верхній палаті парламенту, але без права голосу. Всіх наступних суддів призначає британська Королева за рекомендацією Прем'єр-міністра. Йому в свою чергу кандидатури пропонуються лордом-канцлером спільно зі спеціальною відбірковою комісією, до складу якої входять Голова Верховного суду, його заступник і один з членів трьох комітетів з відбору суддів в Англії та Уельсі, Шотландії та Північної Ірландії. Суддею Верховного суду може стати будь-яка особа, яка не менше двох років займала високу судову посаду (на посаді суддів Високого суду Англії та Уельсу, і Північної Ірландії; або суддів Апеляційного суду Англії та Уельсу, і Північної Ірландії, а також суддів сесійного суду Шотландії) і пропрацювала протягом 15 років як адвокат. Судді повинні бути підібрані таким чином, щоб в рівній пропорції представляти всі частини Сполученого Королівства. Вони здійснюють свої повноваження довічно, але мають піти у відставку з досягнення 70 років (судді первісного складу йдуть у відставку після досягнення 75 років). На відміну від попередніх лордів-суддів вони більше не є членами Палати лордів.

## Будівля
Верховний суд засідає в будівлі колишньої Мідлсекської ратуші (Middlesex Guildhall) на Парламентській площі в центрі Лондона, де також знаходиться Судовий комітет Таємної ради. Реконструкція будівлі під розміщення в ньому судових органів була завершена в жовтні 2009 року.

## Символіка
Стилізоване зображенням чотирьох квіткових символів. Офіційна емблема Верховного суду була розроблена Королівською геральдичною палатою (College of Arms) 2008 року. Вона являє собою коло, в якому зображена грецька буква омега, що має якусь схожість з вагами правосуддя, поверх неї зроблено напис «The Supreme Court»; в центрі кола зображено чотири квіткових символи Сполученого Королівства: троянда Тюдорів, що представляє Англію, поєднана з листям цибулі-порею, що представляє Уельс, квітка льону символізує Північну Ірландію і квітка будяка — Шотландію. На колі розташована британська корона.